# هارولد بي براون
هارولد بي براون (بالإنجليزية: Harold P. Brown)‏ هو مخترع أمريكي، ولد في 27 أغسطس 1869 في جينسفيل في الولايات المتحدة، وتوفي في 26 يوليو 1932 في Volusia, Florida ‏ في الولايات المتحدة.